# Séisme de 1952 au Kamtchatka
Le séisme de 1952 au Kamtchatka est un tremblement de terre de magnitude 8,8-9,0 Mw survenu au large de la péninsule du Kamtchatka (URSS) le 5 novembre 1952 à 4 h 58 heure locale. Il déclenche un important tsunami qui ravage les côtes du nord-ouest de l'océan Pacifique. Le séisme fait partie des cinq plus puissants enregistrés depuis que les réseaux de surveillance sismique existent (début XXe siècle).
Le séisme et plus particulièrement le tsunami font plusieurs milliers de victimes. De nombreuses localités côtières sont détruites dans les oblasts de Sakhaline et du Kamtchatka, dont la ville de Severo-Kourilsk qui sera entièrement reconstruite plus loin du rivage. C'est le tsunami le plus meurtrier jamais survenu en Russie.

## Contexte tectonique
La côte orientale de la péninsule du Kamtchatka, parallèle à la fosse des Kouriles, est une zone de convergence des plaques tectoniques Pacifique et d'Okhotsk. Plus ancienne et donc plus dense, la plaque Pacifique entre en subduction sous la plaque d'Okhotsk sur laquelle se trouve la péninsule du Kamtchatka. Cette zone de subduction, qui fait partie de la ceinture de feu du Pacifique, engendre de nombreux séismes qui peuvent également provoquer des tsunamis. Cette région est régulièrement marquée par des mégaséismes. Au moins deux séismes majeurs de magnitude estimée à 9,0 Mw sont connus dans la période historique et pré-instrumentale : 1737 et 1841. Le séisme de 1737 a généré le plus grand tsunami connu (60 m de haut) sur la péninsule. Le séisme du 17 mai 1841 a généré un tsunami atteignant 15 m et a été ressenti avec une intensité maximale de VIII à IX.

## Séisme
Les estimations de la magnitude du moment du séisme du 5 novembre 1952 varient de 8,8 à 9,0 Mw. Le séisme est déclenché par la rupture d'une partie de la zone de subduction qui s'étend de l'île d'Onekotan au sud jusqu'au cap Chipounski au nord, soit environ 700 km de long. La largeur du plan de rupture est estimée entre 150 et 200 km. Le glissement sur le plan de rupture se produit perpendiculairement à la fosse des Kouriles. Contrairement à la plupart des grands séismes de subduction, le plus grand glissement de faille lors de l'événement de 1952 se produit à une profondeur importante, plutôt que proche de la surface. Des estimations situent le glissement à au moins 40 km de profondeur et possiblement autour de 60 à 80 km.
Deux ans avant le séisme de 1952, une série de séismes précurseurs débute autour de l'épicentre, ainsi que sur le bord sud du plan de rupture. La séquence de répliques survenue pendant un mois après la secousse principale permet de définir l'extrémité nord du glissement.

## Tsunami
Un tsunami est généré à 130 km au large du Kamtchatka et se propage dans tout l'océan Pacifique. Il met 20 heures pour atteindre l'Amérique du Sud.

### Iles Kouriles
Le tsunami frappe sévèrement Severo-Kourilsk avec trois vagues de 15 à 18 m de haut,. Après le séisme, la majorité des habitants de la ville fuit vers les collines environnantes, où ils échappent à la première vague. Cependant, la plupart reviennent chez eux peu après le retrait de la vague et sont tués par la seconde vague,. Severo-Kourilsk et plusieurs villages côtiers sur d'autres îles sont entièrement détruits. Severo-Kourilsk est par la suite entièrement reconstruite sur un emplacement plus élevé, à l'intérieur des terres, seul le port restant sur le littoral,.
Le nombre exact de morts a pu être calculé par les autorités de l'époque, mais masqué ensuite par la censure stalinienne. L'estimation moderne du nombre de victimes varie considérablement, allant de 2 336 à 14 000.

### Océan Pacifique

#### Hawaï
À Hawaii, la hauteur maximale relevée est de 9 m. De nombreux dégâts matériels sont causés, dont le coût total se situe entre 800 000 et 1 000 000 USD (dollars de 1952). Une barge en ciment  percute un cargo dans le port d'Honolulu. À Hilo, un luxueux hangar à bateaux est détruit. Une partie du pont reliant Hilo à l'île Coconut voisine est endommagée et des maisons du quartier sont arrachées de leurs fondations. Des bouées des garde-côtes américains sont arrachées de leurs ancres.

#### Nouvelle-Calédonie
En Nouvelle-Calédonie, douze heures après le séisme, des phénomènes inhabituelles sont observés sur la zone côtière et dans le lagon. Dans l'embouchure de la rivière Yaté, des témoins décrivent des tourbillons « énormes » et « très violents ». Des courants montants et descendants sont également observés, espacés d'une quinzaine de minutes et avec une variation du niveau d'eau de 2 m. Les poissons sont agités et sautent hors de l'eau. Ces phénomènes durent tout l'après-midi et sont signalés également plus au sud (Touaourou, Kuebini) et au nord (N’Goye).

#### Chili
Sur les côtes chiliennes, la hauteur du tsunami observé va de 1,4 m à Antofagasta à 3,6 m à Talcahuano.

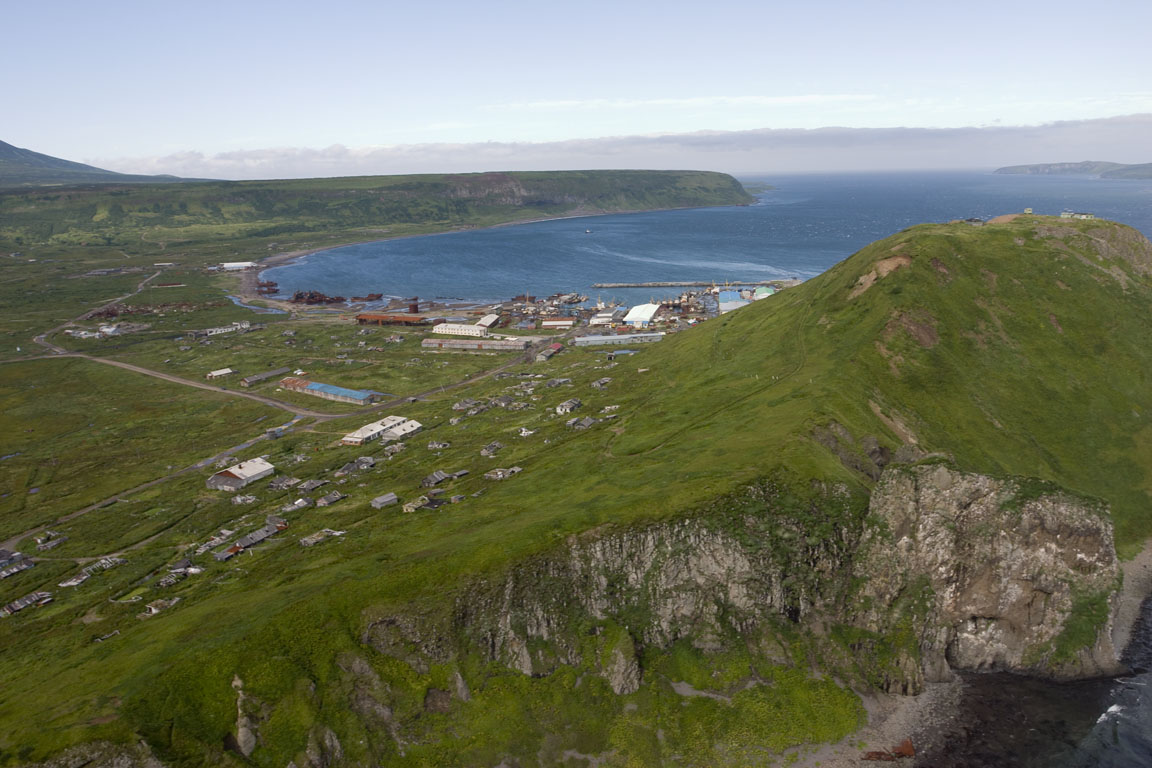
Vue du port de Severo-Kourilsk en 2006, lequel fut complétement détruit en 1952.
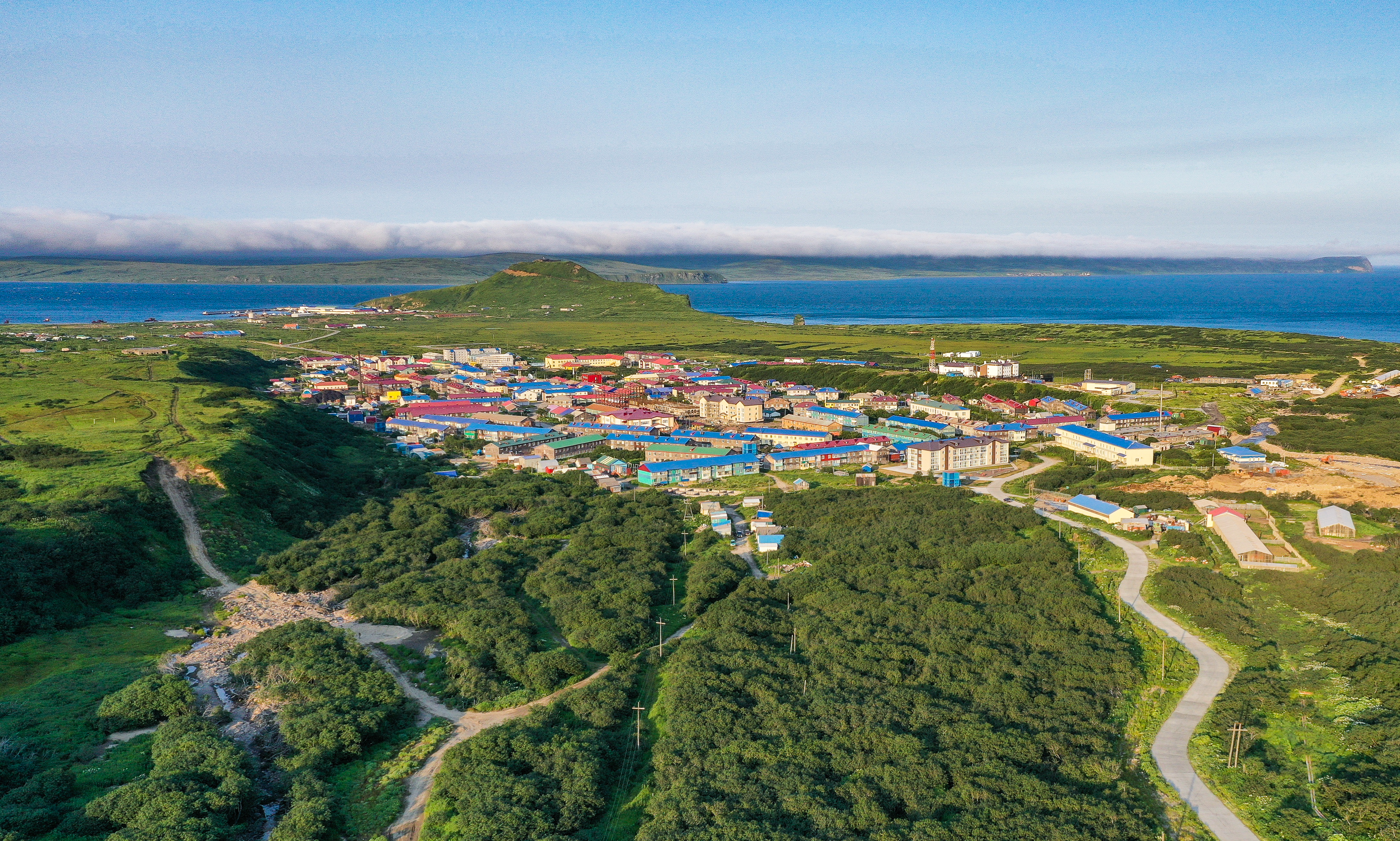
Vue de la ville de Severo-Kourilsk en 2019, construite sur une colline. Le port est visible au fond à gauche.
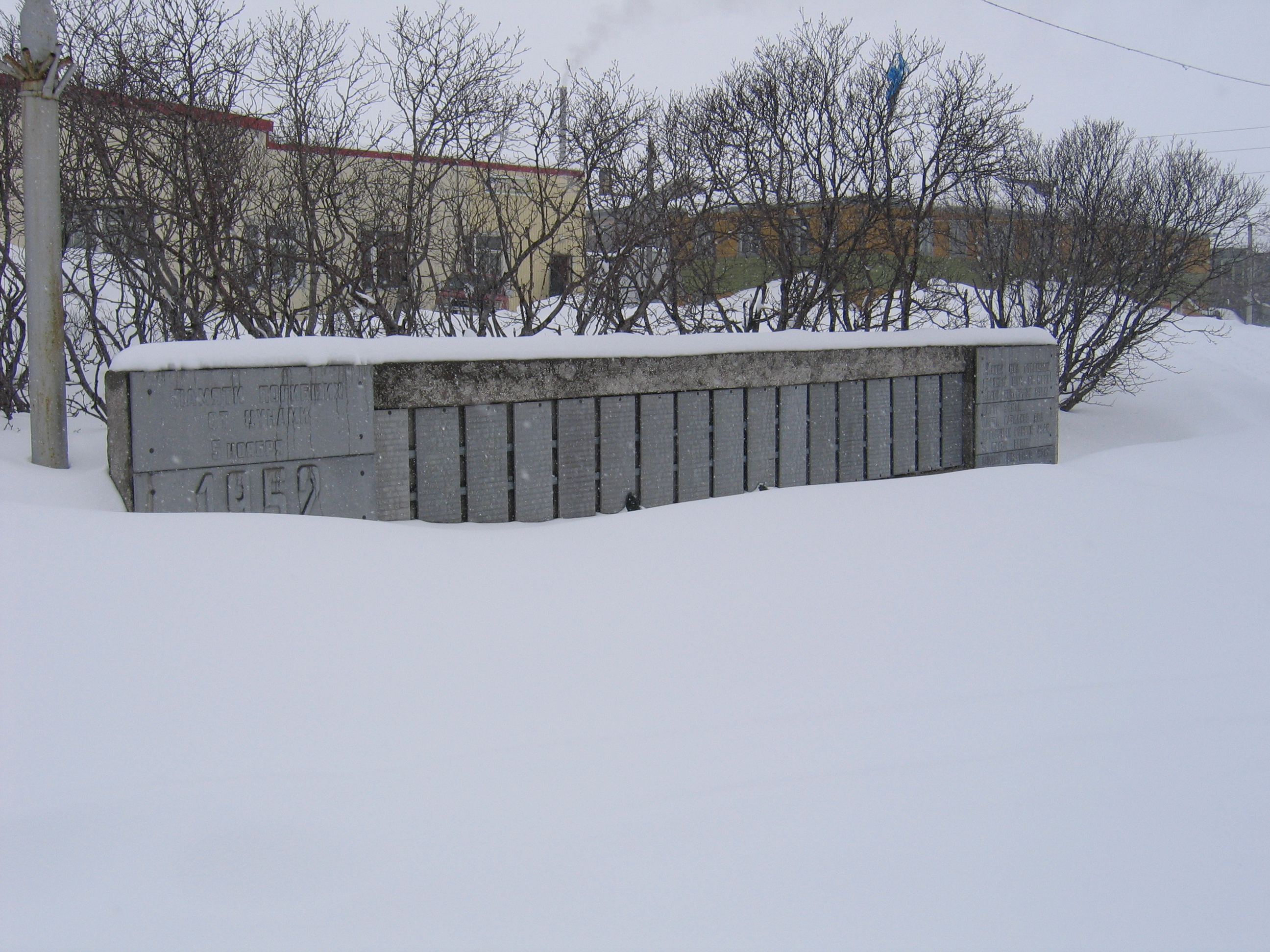
Monument dédié aux victimes du tsunami de 1952 à Severo-Kourilsk.
Inondation sur l'atoll de Midway due au tsumani de 1952.